# Eilema lepta
Eilema lepta là một loài bướm đêm thuộc phân họ Arctiinae, họ Erebidae.